# Atletismo nos Jogos Olímpicos de Verão de 2004 - Maratona masculina
A maratona masculina nos Jogos Olímpicos de Verão de 2004 ocorreu em 29 de agosto nas ruas de em Atenas, na Grécia.

## Sumário
Tinha entre seus competidores alguns dos maiores nomes da história desta prova, além de Paul Tergat, então recordista mundial. Também participavam dela Erick Wainaina, bronze em Atlanta 1996 e prata em Sydney 2000 na mesma prova, o sul-coreano Lee Bong-Ju, prata em Atlanta 1996 e o campeão europeu Stefano Baldini, da Itália. Mesmo com esta concorrência, a partir de pouco antes da metade do percurso Vanderlei abriu do pelotão e correu sozinho, liderando a disputa por mais de uma hora e abrindo cada vez mais vantagem sobre os demais corredores.

## Incidente
Na altura do km 35, a pouco mais de sete quilômetros da chegada no Estádio Panatenaico, quando ainda tinha cerca de 25 a 30s de diferença — cerca de 150 m — sobre os demais corredores e a medalha de ouro parecia ganha, ele foi atacado no meio da rua por um espectador, o ex-padre irlandês Neil Horan, que o jogou fora da pista. Ajudado por um espectador grego, Polyvios Kossivas, Vanderlei Cordeiro de Lima a se desvencilhar do agressor, voltou à prova ainda na liderança, mantendo ainda a metade da vantagem que tinha. Entretanto, o inesperado e o susto da agressão sofrida tiraram a concentração do atleta que não conseguiu manter o mesmo ritmo em que corria, sendo ultrapassado nos quilômetros finais pelo italiano Baldini e pelo norte-americano Meb Keflezighi, mas mesmo assim conseguindo ficar com a medalha de bronze, apenas 15s na frente do quarto colocado, Jon Brown, da Grã-Bretanha.

## Calendário
Horário local (UTC +2)
| Data                  | Horário | Fase  |
| --------------------- | ------- | ----- |
| Domingo, 29 de agosto | 9:30    | Final |

## Recordes
Antes desta competição, os recordes mundiais e olímpicos da prova eram os seguintes:
| Tipo             | Atleta       | Tempo   | Local       | Data                   |
| ---------------- | ------------ | ------- | ----------- | ---------------------- |
| Recorde mundial  | Paul Tergat  | 2:04:55 | Berlim      | 28 de setembro de 2003 |
| Recorde olímpico | Carlos Lopes | 2:09:21 | Los Angeles | 12 de agosto de 1984   |

## Resultado
Oitenta e um corredores termiram a corrida e vinte não completaram.
| Pos.              | Atleta               | CON                           | Tempo   | Notas                |
| ----------------- | -------------------- | ----------------------------- | ------- | -------------------- |
| Medalha de ouro   | Stefano Baldini      | ITA Itália                    | 2:10:55 |                      |
| Medalha de prata  | Meb Keflezighi       | USA Estados Unidos            | 2:11:29 | Recorde da temporada |
| Medalha de bronze | Vanderlei de Lima    | BRA Brasil                    | 2:12:11 |                      |
| 4                 | Jon Brown            | GBR Grã-Bretanha              | 2:12:26 | Recorde da temporada |
| 5                 | Shigeru Aburaya      | JPN Japão                     | 2:13:11 |                      |
| 6                 | Toshinari Suwa       | JPN Japão                     | 2:13:24 |                      |
| 7                 | Erick Wainaina       | KEN Quênia                    | 2:13:30 |                      |
| 8                 | Alberto Chaíça       | POR Portugal                  | 2:14:17 |                      |
| 9                 | Alberico di Cecco    | ITA Itália                    | 2:14:34 |                      |
| 10                | Paul Tergat          | KEN Quênia                    | 2:14:45 |                      |
| 11                | Jaouad Gharib        | MAR Marrocos                  | 2:15:12 |                      |
| 12                | Alan Culpepper       | USA Estados Unidos            | 2:15:26 |                      |
| 13                | Leonid Shvetsov      | RUS Rússia                    | 2:15:28 |                      |
| 14                | Lee Bong-ju          | KOR Coreia do Sul             | 2:15:33 |                      |
| 15                | Ambesse Tolosa       | ETH Etiópia                   | 2:15:39 |                      |
| 16                | Gert Thys            | RSA África do Sul             | 2:16:08 |                      |
| 17                | Ji Young-joon        | KOR Coreia do Sul             | 2:16:14 |                      |
| 18                | Antoni Peña          | ESP Espanha                   | 2:16:38 |                      |
| 19                | Grigoriy Andreyev    | RUS Rússia                    | 2:16:55 |                      |
| 20                | Haile Satayin        | ISR Israel                    | 2:17:25 |                      |
| 21                | Jonathan Wyatt       | NZL Nova Zelândia             | 2:17:45 |                      |
| 22                | Janne Holmen         | FIN Finlândia                 | 2:17:50 |                      |
| 23                | Dan Robinson         | GBR Grã-Bretanha              | 2:17:53 |                      |
| 24                | Nikolaos Polias      | GRE Grécia                    | 2:17:56 |                      |
| 25                | Ndabili Bashingili   | BOT Botsuana                  | 2:18:09 |                      |
| 26                | Pavel Loskutov       | EST Estônia                   | 2:18:09 |                      |
| 27                | José Rios            | ESP Espanha                   | 2:18:40 |                      |
| 28                | Lee Troop            | AUS Austrália                 | 2:18:46 |                      |
| 29                | Michael Buchleitner  | AUT Áustria                   | 2:19:19 |                      |
| 30                | Anuradha Cooray      | SRI Sri Lanka                 | 2:19:24 |                      |
| 31                | Li Zhuhong           | CHN China                     | 2:19:26 |                      |
| 32                | Joachim Nshimirimana | BDI Burundi                   | 2:19:31 |                      |
| 33                | Dale Warrender       | NZL Nova Zelândia             | 2:19:42 |                      |
| 34                | Waldemar Glinka      | POL Polônia                   | 2:19:43 |                      |
| 35                | Jong Myong-chol      | PRK Coreia do Norte           | 2:19:47 |                      |
| 36                | El-Hassan Lahssini   | FRA França                    | 2:19:50 |                      |
| 37                | Michał Bartoszak     | POL Polônia                   | 2:20:20 |                      |
| 38                | Ahmed Jumaa Jaber    | QAT Catar                     | 2:20:27 |                      |
| 39                | Ali Mabrouk El Zaidi | LBA Líbia                     | 2:20:31 |                      |
| 40                | Samson Ramadhani     | TAN Tanzânia                  | 2:20:38 |                      |
| 41                | Lee Myong-seung      | KOR Coreia do Sul             | 2:21:01 |                      |
| 42                | Tomoaki Kunichika    | JPN Japão                     | 2:21:13 |                      |
| 43                | José Alirio Carrasco | COL Colômbia                  | 2:21:14 |                      |
| 44                | Ernest Ndjissipou    | CAF República Centro-Africana | 2:21:23 |                      |
| 45                | Nicholas Harrison    | AUS Austrália                 | 2:21:42 |                      |
| 46                | Tereje Wodajo        | ETH Etiópia                   | 2:21:53 |                      |
| 47                | Aguelmis Rojas       | CUB Cuba                      | 2:21:59 |                      |
| 48                | Abel Chimukoko       | ZIM Zimbabwe                  | 2:22:09 |                      |
| 49                | Saïd Belhout         | ALG Argélia                   | 2:22:32 |                      |
| 50                | Matthew O'Dowd       | GBR Grã-Bretanha              | 2:22:37 |                      |
| 51                | Juan Carlos Cardona  | COL Colômbia                  | 2:22:49 |                      |
| 52                | Daniele Caimmi       | ITA Itália                    | 2:23:07 |                      |
| 53                | João N'Tyamba        | ANG Angola                    | 2:23:26 |                      |
| 54                | Roman Kejžar         | SLO Eslovênia                 | 2:23:34 |                      |
| 55                | Procopio Franco      | MEX México                    | 2:23:34 |                      |
| 56                | Wu Wen-chien         | TPE Taipé Chinês              | 2:23:54 |                      |
| 57                | Antoni Bernado       | AND Andorra                   | 2:23:55 |                      |
| 58                | Julio Rey            | ESP Espanha                   | 2:24:54 |                      |
| 59                | Asaf Bimro           | ISR Israel                    | 2:25:20 |                      |
| 60                | Sisay Bezabeh        | AUS Austrália                 | 2:25:26 |                      |
| 61                | Silvio Guerra        | ECU Equador                   | 2:25:29 |                      |
| 62                | Mathias Ntawulikura  | RWA Ruanda                    | 2:26:05 |                      |
| 63                | Róbert Štefko        | CZE República Checa           | 2:27:12 |                      |
| 64                | José Amado García    | GUA Guatemala                 | 2:27:13 |                      |
| 65                | Dan Browne           | USA Estados Unidos            | 2:27:17 |                      |
| 66                | Han Gang             | CHN China                     | 2:27:31 |                      |
| 67                | Eduardo Buenavista   | PHI Filipinas                 | 2:28:18 |                      |
| 68                | Driss El Himer       | FRA França                    | 2:29:07 |                      |
| 69                | Andrés Espinosa      | MEX México                    | 2:29:43 |                      |
| 70                | Mpesela Ntlot Soeu   | LES Lesoto                    | 2:30:19 |                      |
| 71                | Franklin Tenorio     | ECU Equador                   | 2:31:12 |                      |
| 72                | José Ernani Palalia  | MEX México                    | 2:31:41 |                      |
| 73                | Dmitriy Burmakin     | RUS Rússia                    | 2:31:51 |                      |
| 74                | Mindaugas Pukštas    | LTU Lituânia                  | 2:33:02 |                      |
| 75                | Bat-Ochiryn Ser-Od   | MGL Mongólia                  | 2:33:24 |                      |
| 76                | Zhu Ronghua          | CHN China                     | 2:34:02 |                      |
| 77                | Alfredo Arevalo      | GUA Guatemala                 | 2:34:02 |                      |
| 78                | António Zeferino     | CPV Cabo Verde                | 2:36:22 |                      |
| 79                | Valery Pisarev       | KGZ Quirguistão               | 2:40:10 |                      |
| 80                | Zepherinus Joseph    | LCA Santa Lúcia               | 2:44:19 |                      |
| 81                | Marcel Matanin       | SVK Eslováquia                | 2:50:26 |                      |
| —                 | Hendrick Ramaala     | RSA África do Sul             | DNF     | Após 35 km           |
| —                 | Zebedayo Bayo        | TAN Tanzânia                  | DNF     | Após 30 km           |
| —                 | Hailu Negussie       | ETH Etiópia                   | DNF     | Após 30 km           |
| —                 | Viktor Röthlin       | SUI Suíça                     | DNF     | Após 30 km           |
| —                 | Al Mustafa Riyadh    | BRN Bahrein                   | DNF     | Após 25 km           |
| —                 | Rômulo Wagner        | BRA Brasil                    | DNF     | Após 25 km           |
| —                 | Ian Syster           | RSA África do Sul             | DNF     | Após 25 km           |
| —                 | Zsolt Bácskai        | HUN Hungria                   | DNF     | Após 25 km           |
| —                 | Azat Rakipov         | BLR Bielorrússia              | DNF     | Após metade          |
| —                 | Dmytro Baranovskyy   | UKR Ucrânia                   | DNF     | Após metade          |
| —                 | Rachid Ghanmouni     | MAR Marrocos                  | DNF     | Após metade          |
| —                 | Rachid Ziar          | ALG Argélia                   | DNF     | Após metade          |
| —                 | Mustapha Bennacer    | ALG Argélia                   | DNF     | Após metade          |
| —                 | André Luiz Ramos     | BRA Brasil                    | DNF     | Após metade          |
| —                 | Luis Fonseca         | VEN Venezuela                 | DNF     | Após metade          |
| —                 | Khalid El-Boumlili   | MAR Marrocos                  | DNF     | Após metade          |
| —                 | John Nada Saya       | TAN Tanzânia                  | DNF     | Após 20 km           |
| —                 | Gil da Cruz Trindade | TLS Timor-Leste               | DNF     | Após 20 km           |
| —                 | Jussi Utriainen      | FIN Finlândia                 | DNF     | Após 10 km           |
| —                 | Jean-Paul Gahimbaré  | BDI Burundi                   | DNF     | Após 10 km           |
| —                 | Luc Krotwaar         | NED Países Baixos             | DNS     |                      |

Legenda
| Recorde mundial      | Recorde mundial (World record)               |                       | Recorde africano                      | Recorde africano (African) |                                           | Q | Classificado por posição (Qualified) |
| Recorde olímpico     | Recorde olímpico (Olympic record)            | Recorde da América    | Recorde da América (Americas)         | q                          | Classificado por melhor tempo (Qualified) |   |                                      |
| Melhor marca do ano  | Melhor marca do ano (World leading)          | Recorde asiático      | Recorde asiático (Asian)              | DNS                        | Não largou (Did not start)                |   |                                      |
| Recorde nacional     | Recorde nacional (National record)           | Recorde europeu       | Recorde europeu (European)            | DNF                        | Não terminou (Did not finish)             |   |                                      |
| Recorde pessoal      | Recorde pessoal do atleta (Personal best)    | Recorde da Oceania    | Recorde da Oceania (Oceania)          | DSQ / DQ                   | Desclassificado (Disqualified)            |   |                                      |
| Recorde da temporada | Recorde da temporada do atleta (Season best) | Recorde sul-americano | Recorde sul-americano (South America) | NM                         | Sem marca (No mark)                       |   |                                      |